# Научно-производственное объединение имени С. А. Лавочкина
Научно-производственное объединение им. С. А. Лавочкина — предприятие российской ракетно-космической промышленности.
Основная продукция в настоящее время — космические аппараты и разгонные блоки.
Входит в госкорпорацию «Роскосмос», является её дочерним предприятием. Предприятие расположено в г. Химки Московской области.
В 2022 году предприятие было включено в санкционные списки США и Канады на фоне вторжения России на Украину

## История предприятия
Создано в апреле 1937 года как авиационный завод № 293 Народного комиссариата оборонной промышленности СССР на базе бывшей мебельной фабрики Наркомлеса. Приказом НКОП № 0121 от 1 июня 1937 года заводу был присвоен № 301. Первым директором завода был назначен Ю. Б. Эскин. На этой должности он проработал всё военное время. В то время ведущую роль на предприятии играли не руководители производства, а начальники ОКБ. На них возлагались обязанности не только конструирования машин, но и доводка, внедрение, организация производства самолётов. Первым начальником ОКБ-301 стал А. А. Дубровин (до декабря 1938 года).
В конце мая 1939 года было создано новое ОКБ-301 для создания скоростного истребителя И-301 (в дальнейшем ЛаГГ-3) с применением дельта-древесины под коллективным руководством В. П. Горбунова, С. А. Лавочкина, М. И. Гудкова. 15 июля 1939 года приказом Народного Комиссариата авиационной промышленности СССР начальником ОКБ-301 был назначен В. П. Горбунов, с 14 декабря 1940 года до 6 июля 1943 года ОКБ-301 возглавлял М. И. Гудков. С. А. Лавочкин в ноябре 1940 года был переведен в Горький, где возглавил ОКБ авиазавода № 21.
В годы Великой Отечественной войны производственные мощности авиазавода № 301 были эвакуированы в Новосибирск на авиазавод № 153 и заняты в производстве истребителей Як-1, Як-7, деталей ЛаГГ-3. На территории завода в Химках были организованы ремонтные мастерские Ремотдела НКАП.
В апреле 1942 года ОКБ-301 с частью коллектива во главе с М. И. Гудковым вернулось в Химки. Остальные работники в сентябре 1942 года и в июле 1943 года были переведены в Горький в состав ОКБ-21 под руководство С. А. Лавочкина.

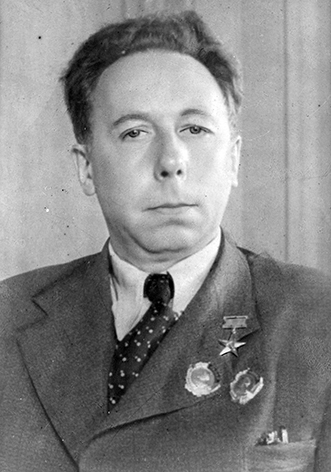
С. А. Лавочкин в 1943 году

В начале октября 1945 года начальником ОКБ-301 назначен С. А. Лавочкин, который проработал в этой должности до своей смерти 9 июня 1960 года. Его заместителем и главным конструктором ОКБ-301 стал Н. С. Черняков.
1950 год стал переломным годом в работе ОКБ С.А. Лавочкина. Решением правительства именно его коллективу было поручено задание особой государственной важности — разработать и создать зенитные управляемые ракеты (ЗУР) для первой советской системы С-25 противовоздушной обороны страны. В 1955 году вокруг Москвы была развернута система ПВО «Беркут» с «лавочкинскими» ракетами — ЗУР «217М» и «218».
В последующие годы ОКБ Лавочкина работало над целым рядом уникальных проектов, существенно опередивших свое время — межконтинентальной крылатой ракетой «Буря», высокоскоростным перехватчиком-ракетоносцем Ла-250, ЗУР «400» комплекса «Даль».
9 июня 1960 года Семён Алексеевич Лавочкин скоропостижно скончался от сердечного приступа на полигоне Сары-Шаган во время испытаний ракет комплекса ПВО «Даль». После его смерти решением Правительства СССР ОКБ-301 получило новое наименование — Машиностроительный завод имени С.А. Лавочкина. С 1962 по 1964 год завод был филиалом № 3 ОКБ-52 под руководством В. Н. Челомея по конструированию ракет для ВМФ.
В 1965 году предприятие было передано в Министерство общего машиностроения СССР для создания космических систем связи, спутников, спускаемых аппаратов для исследования планет. 2 марта 1965 года главным конструктором Машиностроительного завода им. С.А. Лавочкина был назначен Г.Н. Бабакин. В том же году С.П. Королёв передал Бабакину свои работы по межпланетным и лунным автоматическим аппаратам.
Космические аппараты, созданные на предприятии, впервые осуществили мягкую посадку на Луну. Станции «Луна-16» и «Луна-20» произвели автоматический забор и доставку на Землю образцов лунного грунта. Впервые в мире самоходный аппарат «Луноход-1», управляемый с Земли, совершил длительный многокилометровый поход по Луне. За успешное выполнение Лунной программы коллектив ОКБ и завода в 1971 году был награжден вторым орденом Трудового Красного Знамени.
Начиная с 1967 года к Венере стартовали автоматические межпланетные станции (АМС) «Венера-4» — «Венера-7», созданные под руководством Г.Н. Бабакина. Посадочному аппарату «Венеры-7» в 1970 году впервые в мире удалось достичь поверхности планеты и передать данные о температуре и давлении с места посадки, а также газовом составе атмосферы.
После смерти Г.Н. Бабакина 3 августа 1971 года ОКБ возглавил новый главный конструктор — С.С. Крюков. С 1971 года — Научно-производственное объединение (НПО) имени С. А. Лавочкина. В этот период предприятие занималось созданием АМС «Марс-4» — «Марс-7». Две из них стали искусственными спутниками Марса.
В последующие годы в НПО им. С.А. Лавочкина были созданы станции «Вега-1» и «Вега-2», которые передали на Землю уникальные изображения ядра кометы Галлея, аппараты «Фобос» для изучения спутника Марса. Начиная с 1980-х годов на предприятии были созданы и запущены три большие космические обсерватории — «Астрон», «Гранат» и «Спектр-Р». В настоящее время на орбите работает «Спектр-РГ». Научные результаты, полученные этими космическими аппаратами, вошли в историю мировой астрофизики.
Также, в НПО им. С.А. Лавочкина были созданы КА «Прогноз», метеорологические «Электро-Л», «Арктика» и многие другие космические аппараты, а также разгонный блок «Фрегат». В 2022 году специалисты предприятия подготовили к запуску АМС «Луна-25».
В мае 2014 года заместитель генерального директора по кадрам НПО генерал-лейтенант ФСБ Сергей Солодовников был арестован Одинцовским городским судом Подмосковья по подозрению в хищении 180 миллионов рублей, в мошенничестве также обвинялся финансовый директор НПО Валерий Романов.
5 апреля 2017 года Федеральное государственное унитарное предприятие «Научно-производственное объединение имени С. А. Лавочкина» было преобразовано в акционерное общество.

## Продукция

### Авиационная техника и вооружения
- Серийные поршневые самолёты — истребители ЛаГГ-1 (1939 г.), ЛаГГ-3 (1940 г.), Ла-5 (1942), Ла-7 (1944), Ла-9 (1946 г.), Ла-11 (1947 г.).
- Опытные поршневые самолёты — истребители Гу-82 (1941 г.), К-37 (1941 г.), Гу-1 (1943 г.), Дископлан-2 (1960 г.)[10].
- Серийный реактивный самолёт — истребитель Ла-15 (1948 г.).
- Опытные реактивные самолёты — истребители Гу-ВРД (март 1943 г., проект), Ла-150 (1946 г.), Ла-152 (1946 г.), Ла-156 (1947 г.), Ла-160 (1947 г.), Ла-168 (1948 г.), Ла-174ТК (1948 г.), Ла-176 (1948 г.), Ла-190 (1951 г.), Ла-200 (1949 г.), Ла-250 (1956 г.).
- Зенитные управляемые ракеты для ПВО Москвы, зенитные управляемые ракеты В-300 и В-500 (в рамках работ по созданию первой отечественной системы ПВО «Беркут» (С-25) в 1950—1955 гг.).
- Ракеты класса «воздух-воздух» Г-300 (уменьшённый вариант ракеты В-300).
- Первая в мире сверхзвуковая крылатая ракета «Буря» (1956 г.).

### Космическая техника (советский период)
- Автоматические межпланетные станции
- Лунная программа
- Марсианская программа
- «Венера-1»—«Венера-16» (1963—1983), «Венера-1» была первым аппаратом, предназначенным для исследования планет. В числе других замеров она определила параметры солнечного ветра.
- Исследовательские КА серии Интеркосмос
- Научно-исследовательские спутники «Прогноз»
- «Фобос» № 1 и № 2 (исследование Марса и его спутника Фобоса) 1988 г.
- «Вега» (исследование Венеры и кометы Галлея)
- Спутник Космос 1, движущийся по принципу солнечного паруса
- Космические астрофизические обсерватории «Гранат» (1989 г.) и «Астрон» 1983 г.

### Космическая техника (современность)
- Разгонные блоки
  - «Фрегат» 2000 г. — н. в.
- Искусственные спутники Земли.
  - Интербол (космический проект) (КА № 1 1995 г., КА № 2 1996 г.)
  - «Купон» (1997 г.)
  - «Аракс» (КА № 1 — 1997 г., КА № 2 — 2002 г.)
  - «Электро-Л № 1» (2011 г.), метеосъемка с геостационарной орбиты.
  - «Спектр-Р» (2011 г.) в рамках международного проекта радионтерферометра «РадиоАстрон».
  - Российская автоматическая межпланетная станция Фобос-грунт (2011 г.).
  - Космический аппарат МКА-ФКИ (ПН1) «Зонд-ПП» (2012 г.).
  - Космический аппарат МКА-ФКИ (ПН2) «РЭЛЕК-Вернов» (2014 г.).
  - «Электро-Л № 2» (2015 г.), метеосъемка с геостационарной орбиты.
  - «Спектр-РГ» (2019 г.) рентгеновская астрофизическая обсерватория.
  - «Луна-25» (2023 г.) исследование лунного пространства.

### Перспективные космические аппараты (в производстве)
- Спутники метеоДЗЗ «Электро-Л» № 3, 4 и 5, а также их развитие на высокой эллиптической орбите КА «Арктика-М» № 1 и 2.
- Космический аппарат Спектр-УФ для проекта «Всемирная космическая обсерватория - Ультрафиолет».
- Семейство малых космических аппаратов МКА-ФКИ № 2—5.
- Космические аппараты для возобновления российской лунной программы Луна-Глоб, Луна-Ресурс.

### Перспективные космические аппараты (в разработке)
Обеспечение и интеграция с российской стороны миссии «Экзомарс». Цель миссии — полёт на Марс с целью определения химических показателей Марса, в том числе поиска следов жизни на Марсе.
Разработка и изготовление спутника для миссии Интергелиозонд с целью полёта в направлении Солнца и изучении параметров пространства в его окрестности.
Разработка и изготовление спутников для миссии Резонанс.
Разработка спутников в интересах Министерства Обороны Российской Федерации по программе Нивелир.

## Комментарии
- Самолёты ЛаГГ-1 и ЛаГГ-3 созданы ОКБ-301 под руководством В. П. Горбунова.
- Ряд усовершенствованных серий ЛаГГ-3 созданы ОКБ-31 (с июля 1941 года — серийное КБ) под руководством В. П. Горбунова в г. Тбилиси в 1941—1944 годах.
- Опытные самолёты Гу-82, К-37, Гу-1 созданы ОКБ-301 под руководством М. И. Гудкова.
- Самолёты ряда серий ЛаГГ-3, истребители Ла-5 и его модификации, Ла-7 и его модификации созданы ОКБ-21 под руководством С. А. Лавочкина в г. Горьком в 1941—1945 годах.
- Истребители Ла-9, Ла-11, а также реактивные самолёты, боевые ракеты, в том числе МКР «Буря», созданы ОКБ-301 под руководством С. А. Лавочкина в 1945—1960 годах.

## Иностранные партнёры
- Китай
- Германия
- США
- Финляндия
- Италия
- Канада
- Франция

## Государственные награды предприятия
- Орден Ленина (1944) — за создание новых типов истребительных самолётов во время Великой Отечественной войны (коллектив ОКБ-21 под руководством С. А. Лавочкина в г. Горьком).
- Орден Трудового Красного Знамени (1956) — за успешное выполнение задания правительства по созданию специальной техники.
- Орден Трудового Красного Знамени (1971) — за успешное выполнение пятилетнего плана и организацию производства новой техники.

## Музей
В НПО им. С. А. Лавочкина имеется собственный музей. Адрес музея: 141400, Московская область, г. Химки, ул. Ленинградская, 24. Посещение только по предварительным заявкам.